# Kościół św. Krzyża w Międzygórzu
Kościół pw. św. Krzyża w Międzygórzu – zabytkowy kościół wybudowany w Międzygórzu.

## Historia
Pierwotnie kościół ewangelicki, obecnie pomocniczy parafii w Międzygórzu, rzym.-kat. zbudowany w latach 1910–1911 w stylu neoromańskim. Powstał z fundacji Friedricha Heinricha von Hohenzollerna przy wsparciu ewangelickiego Stowarzyszenia Gustawa Adolfa.